# Esporodoqui

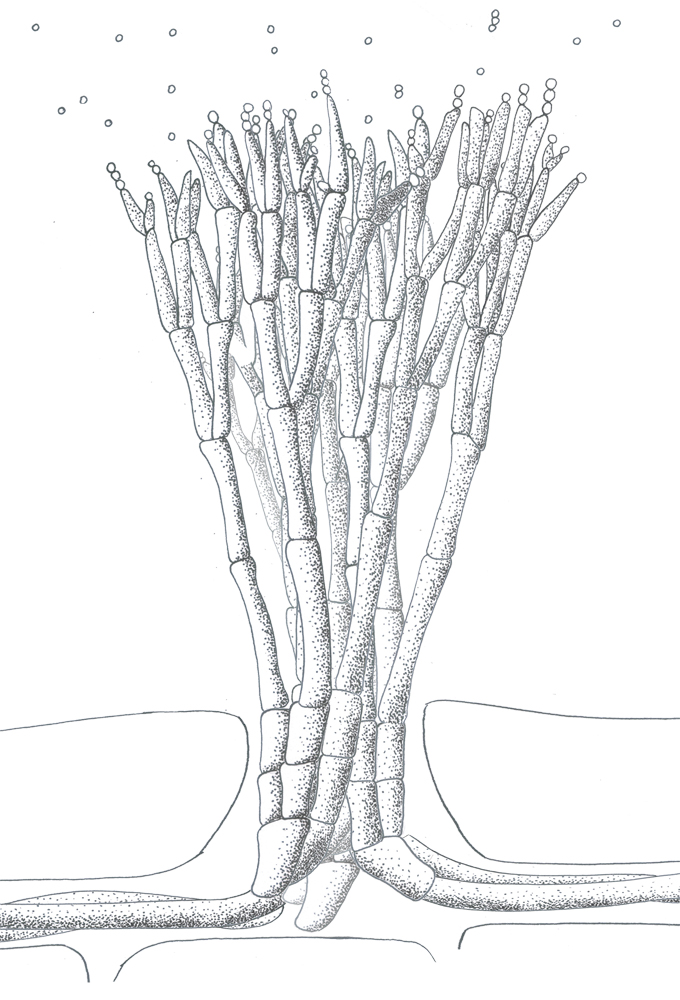
Dibuix esquemàtic d'un esporodoqui.

Un esporodoqui (del grec sporos, llavor, i dochium, contenidor) és un tipus de conidi en què la massa d'espores és sostinguda per una estructura en coixinet formada per conidiòfors curts molt atapeïts i pseudoparènquima. És típica dels deuteromicets. Es diferencia del sinema perquè els conidiòfors són més llargs i més grans, i d'un acèrvul en la forma dels conidiòfors, que en aquests tenen forma de disc plans i estan coberts per cèl·lules de l'hoste. Tanmateix, moltes vegades quan un fong amb acèrvuls es cultiva de manera aïllada presenta esporodoquis, per aquesta raó molts autors els consideren sinònims.